# Wereldkampioenschappen veldrijden 2016/Selecties
Deze pagina geeft een overzicht van de startlijsten op de Wereldkampioenschappen veldrijden 2016 in het Belgische Heusden-Zolder op 30 en 31 januari 2016.

## Startlijst Mannen Elite
| Nederland | België | Zwitserland                                                                                                 |
| - 1. Mathieu van der Poel - 2. Lars van der Haar - 3. Corné van Kessel - 4. Thijs van Amerongen - 5. David van der Poel - 6. Stan Godrie - 7. Niels Wubben - 8. Lars Boom | - 10. Wout van Aert - 11. Kevin Pauwels - 12. Sven Nys - 13. Laurens Sweeck - 14. Tom Meeusen - 15. Michael Vanthourenhout - 16. Tim Merlier    | - 20. Julien Taramarcaz - 21. Simon Zahner - 22. Lukas Winterberg - 23. Severin Sägesser - 24. Lars Förster |
| Tsjechië | Verenigde Staten | Slowakije                                                                                                   |
| - 26. Michael Boroš - 27. Radomír Šimůnek - 28. Lubomír Petruš - 29. Matěj Lasák                                                                                          | - 30. Jeremy Powers - 31. Stephen Hyde - 32. Travis Livermon - 33. Allen Krughoff - 34. Anthony Clark - 35. Jeremy Durrin - 36. Yannick Eckmann | - 37. Martin Haring                                                                                         |
| Canada | Duitsland | Frankrijk                                                                                                   |
| - 38. Michael van den Ham - 39. Jeremy Martin - 40. Aaron Schooler - 41. Mark McConnell - 42. Cameron Jette                                                               | - 43. Marcel Meisen - 44. Philipp Walsleben - 45. Sascha Weber                                                                                  | - 47. Clément Venturini - 48. Francis Mourey - 49. Steve Chainel                                            |
| Polen | Spanje | Japan |
| - 50. Mariusz Gil | - 51. Javier Ruiz de Larrinaga - 52. Ismael Esteban Aguado                                                                                      | - 53. Yu Takenouchi - 54. Hikaru Kosaka                                                                     |
| Australië | Verenigd Koninkrijk | Denemarken                                                                                                  |
| - 55. Chris Jongewaard - 56. Garry Millburn | - 57. Ian Field - 58. Liam Killeen - 59. Jack Clarkson - 60. David Fletcher                                                                     | - 61. Kenneth Hansen                                                                                        |
| Oostenrijk | Nieuw-Zeeland | Luxemburg                                                                                                   |
| - 62. Karl Heinz Gollinger - 63. Philipp Heigl | - 64. Angus Edmond | - 65. Gusty Bausch - 66. Christian Helmig - 67. Vincent Dias Dos Santos                                     |
| Zweden | Noorwegen | |
| - 68. Martin Eriksson | - 69. Fredrik Haraldseth | |

## Startlijst Beloften
| België | Nederland | Tsjechië |
| - 2. Eli Iserbyt - 3. Quinten Hermans - 4. Daan Hoeyberghs - 5. Daan Soete - 6. Thijs Aerts - 7. Nicolas Cleppe - 8. Yannick Peeters | - 11. Joris Nieuwenhuis - 12. Martijn Budding - 13. Sieben Wouters - 14. Gosse van der Meer - 15. Maik van der Heijden | - 17. Adam Ťoupalík - 18. Adrian Šírek - 19. Stephan Schubert                                                        |
| Frankrijk | Zwitserland | Verenigde Staten |
| - 20. Clément Russo - 21. Lucas Dubau - 22. Joshua Dubau - 23. Yan Gras - 24. Mathieu Morichon                                       | - 27. Timon Rüegg - 28. Johan Jacobs                                                                                   | - 29. Curtis White - 30. Logan Owen - 31. Tobin Ortenblad - 32. Andrew Dillman - 33. Scott Smith - 34. Grant Ellwood |
| Verenigd Koninkrijk | Italië | Spanje |
| - 35. Nicholas Barnes | - 36. Gioele Bertolini - 37. Nadir Colledani - 38. Stefano Sala                                                        | - 39. Felipe Orts - 40. Kevin Suárez Fernández                                                                       |
| Duitsland | Polen | Japan |
| - 41. Felix Drumm - 42. Max Lindenau - 43. Yannick Gruner                                                                            | - 46. Marceli Bogusławski - 47. Bartosz Mikler                                                                         | - 48. Toki Sawada |
| Denemarken | Slowakije | Zweden |
| - 49. Simon Andreassen | - 50. Ondrej Glajza - 51. Šimon Vozár - 52. Matej Ulik                                                                 | - 53. Henrik Jansson - 54. David Eriksson - 55. Dennis Wahlqvist                                                     |
| Australië | Canada | Luxemburg |
| - 56. Christopher Aitken - 57. Nicholas Smith                                                                                        | - 58. Isaac Niles - 59. Trevor O'Donnell                                                                               | - 60. Luc Turchi - 61. Tom Rees                                                                                      |
| Ierland | Noorwegen | |
| - 62. David Montgomery | - 63. Ola Jorde | |

## Startlijst Vrouwen Elite
| Frankrijk                               | België | Nederland |
| - 2. Caroline Mani                      | - 3. Sanne Cant - 4. Ellen Van Loy - 5. Jolien Verschueren - 6. Loes Sels - 7. Joyce Vanderbeken - 8. Karen Verhestraeten | - 9. Sophie de Boer - 10. Sanne van Paassen - 11. Thalita de Jong - 12. Sabrina Stultiens                                           |
| Verenigd Koninkrijk                     | Tsjechië | Verenigde Staten |
| - 14. Nikki Harris - 15. Helen Wyman    | - 16. Pavla Havlíková - 17. Martina Mikulasková                                                                           | - 18. Katherine Compton - 19. Kaitlin Antonneau - 20. Amanda Miller - 21. Crystal Anthony - 22. Meredith Miller - 23. Elle Anderson |
| Italië                                  | Duitsland | Spanje |
| - 24. Eva Lechner - 25. Alessia Bulleri | - 27. Elisabeth Brandau                                                                                                   | - 28. Aida Nuño Palacio - 29. Lucia González Blanco                                                                                 |
| Slowakije                               | Polen | Luxemburg |
| - 30. Janka Keseg Števková              | - 31. Olga Wasiuk | - 33. Christine Majerus |
| Canada                                  | Zweden | Argentinië |
| - 34. Mical Dyck                        | - 35. Asa Maria Erlandsson - 36. Angelica Edvardsson                                                                      | - 37. Carolina Gómez |
| Japan                                   | Australië | Zwitserland |
| - 38. Eri Yonamine                      | - 39. Lisa Jacobs - 40. Josie Simpson - 41. Therese Rhodes - 42. Natalie Redmond                                          | - 43. Lise-Marie Henzelin |

## Startlijst Vrouwen Jeugd
| Frankrijk                                                                                           | België                                                                               | Nederland                                                                                                 |
| - 2. Juliette Labous - 3. Maëlle Grossetête - 4. Évita Muzic                                        | - 5. Femke Van den Driessche - 6. Laura Verdonschot - 7. Shana Maes - 8. Joyce Heyns | - 9. Maud Kaptheijns - 10. Esmée Oosterman - 11. Fleur Nagengast - 12. Lizzy Witlox - 13. Ceylin Alvarado |
| Verenigd Koninkrijk                                                                                 | Tsjechië                                                                             | Verenigde Staten                                                                                          |
| - 17. Hannah Payton - 18. Bethany Crumpton - 19. Evie Richards - 20. Ffion James - 21. Alice Barnes | - 23. Nikola Nosková - 24. Denisa Lukešová - 25. Denisa Minaříková-Švecová           | - 26. Ellen Noble - 27. Laurel Rathbun - 28. Allison Arensman - 29. Hannah Arensman - 30. Emma Swartz     |
| Italië                                                                                              | Duitsland                                                                            | Spanje |
| - 31. Alice Maria Arzuffi - 32. Chiara Teocchi - 33. Sara Casasola - 34. Francesca Baroni           | - 35. Jessica Lambracht                                                              | - 36. Alicia González Blanco - 37. Alba Teruel Ribes                                                      |
| Polen                                                                                               | Luxemburg                                                                            | Canada |
| - 38. Rita Malinkiewicz                                                                             | - 40. Edie Antonia Rees                                                              | - 41. Ruby West - 42. Maggie Coles-Lyster                                                                 |
| Oostenrijk                                                                                          | Argentinië                                                                           | Japan |
| - 43. Nadja Heigl                                                                                   | - 44. Sofia Gomez-Villafañe                                                          | - 45. Kiyoka Sakaguchi                                                                                    |
| Australië                                                                                           | Denemarken                                                                           | Zwitserland                                                                                               |
| - 46. Stacey Riedel                                                                                 | - 47. Caroline Bohe                                                                  | - 48. Sina Frei                                                                                           |
| Noorwegen                                                                                           |                                                                                      | |
| - 49. Tiril Mohr                                                                                    |                                                                                      | |

## Startlijst Junioren
| Denemarken | Nederland | Italië |
| - 2. Christian Storgaard - 3. Andreas Lund Andresen - 4. Carl Sørensen                                                   | - 5. Jens Dekker - 6. Mitch Groot - 7. Thijs Wolsink - 8. Marino Noordam - 9. Thymen Arensman                | - 11. Jakob Dorigoni - 12. Antonio Folcarelli - 13. Michele Bassani - 14. Edoardo Xillo - 15. Andrea Pozzato |
| Verenigde Staten | België | Frankrijk |
| - 17. Gage Hecht - 18. Spencer Petrov - 19. Eric Brunner - 20. Cameron Beard - 21. Denzel Stephenson - 22. Michael Owens | - 23. Jappe Jaspers - 24. Seppe Rombouts - 25. Toon Vandebosch - 26. Florian Vermeersch - 27. Alessio Dhoore | - 31. Tanguy Turgis - 32. Mickaël Crispin - 33. Thomas Bonnet - 34. Matthieu Legrand - 35. Quentin Navarro   |
| Verenigd Koninkrijk | Spanje | Zwitserland                                                                                                  |
| - 39. Mark Donovan - 40. Tom Pidcock - 41. Daniel Tulett - 42. William Gascoyne - 43. Ben Turner                         | - 45. Jokin Alberdi - 46. Iván Feijoo Alberte - 47. Jofre Cullell Estape - 48. Richard Brun                  | - 49. Kevin Kuhn - 50. Mauro Schmid                                                                          |
| Duitsland | Tsjechië | Slowakije |
| - 51. Maximilian Möbis - 52. Paul Rudolph - 53. Niklas Markl                                                             | - 55. Václav Sirůček - 56. Jan Gavenda - 57. Jan Novák - 58. David Honzák - 59. David Jarý                   | - 60. Jan Gajdošík                                                                                           |
| Canada | Polen | Australië |
| - 61. Quinton Disera - 62. Gunnar Holmgren - 63. Brody Sanderson                                                         | - 64. Tomasz Rzeszutek                                                                                       | - 66. Ben Walkerden - 67. Noah Barrow                                                                        |
| Luxemburg | Japan | Zweden |
| - 68. Michel Ries - 69. Felix Keiser - 70. Ken Conter - 71. Misch Leyder - 72. Noah Fries                                | - 74. Hijiri Oda                                                                                             | - 75. Ted Pettersson - 76. Jack Kok                                                                          |
| Hongarije | Ierland | Noorwegen |
| - 77. Gergő Orosz - 78. Ferenc Szöllősi                                                                                  | - 79. David Conroy                                                                                           | - 80. Håkon Aalrust                                                                                          |